# Pike (Nueva York)
Pike es un pueblo ubicado en el condado de Wyoming en el estado estadounidense de Nueva York. En el año 2000 tenía una población de 1,086 habitantes y una densidad poblacional de 13 personas por km².

## Geografía
Pike se encuentra ubicado en las coordenadas 42°33′23.38″N 78°9′10.51″O / 42.5564944, -78.1529194.

## Demografía
Según la Oficina del Censo en 2000 los ingresos medios por hogar en la localidad eran de $37,328, y los ingresos medios por familia eran $41,522. Los hombres tenían unos ingresos medios de $30,606 frente a los $20,813 para las mujeres. La renta per cápita para la localidad era de $14,996. Alrededor del 12.6% de la población estaban por debajo del umbral de pobreza.